# ایستگاه متروی قره‌آغاج
در پی ابلاغ پروژه مترو تبریز به پارس‌تابلو، زمین این ایستگاه در پایان سال ۱۴۰۲ خورشیدی به پارس‌تابلو تحویل داده شد و در فروردین ۱۴۰۳ عملیات اجرایی و تجهیز کارگاه ایستگاه پنجم خط ۲ قطار شهری تبریز آغاز شد. ایستگاه پنجم پروژه خط ۲ قطار شهری تبریز در خیابان قره آغاج، روبه‌روی بیمارستان امیرالمؤمنین (ع) قرار دارد.
تبریز بیش از ۳ میلیون نفر جمعیت ثابت و متغیر دارد و نیازمند یک شبکه حمل‌ونقل مطمئن و سریع است. مترو تبریز برای رفع این نیاز در حال اجرا و تکمیل است و یکی از بزرگ‌ترین و مدرن‌ترین خطوط مترو در ایران محسوب می‌شود.